# Редькин, Владимир Николаевич
Влади́мир Никола́евич Ре́дькин (8 января 1956, Москва — 10 мая 2021, там же) — советский и российский оперный певец (баритон), педагог, солист Большого театра с 1986 по 2016 год. Народный артист Российской Федерации (2009).

## Биография
Родился 8 января 1956 года в Москве.
В 1978—1984 — обучался в Московской консерватории (класс народного артиста СССР Зураба Соткилавы).
В 1984—1986 — стажировался в Школе усовершенствования профессионального мастерства для молодых певцов при театре Ла Скала у профессора Джульетты Симионато.
В 1986 году принят в Большой театр. Дебютировал в партии Фигаро в опере «Севильский цирюльник» Дж. Россини.
В 1990 дебютировал в Ла Скала в партии Елецкого в «Пиковой даме» П. И. Чайковского (постановка А. Кончаловского), где его партнёрами были Мирелла Френи и Владимир Атлантов.
Выступал на крупнейших оперных сценах мира: в Венской опере, Шотландской королевской опере, Дублинской опере, в театрах Сан-Франциско, Сантьяго, Барселоны, Малаги, Нанси, Гамильтона и др.
В 1997 году выступал на сцене нью-йоркского Линкольн-центра с концертной программой.
В 1998 году выступил на сцене Карнеги-холла в партии Ланчотто Малатесты в опере «Франческа да Римини» С. Рахманинова.
Принимал участие в аудиозаписи оперы «Иоланты» П. И. Чайковского фирмой «Рикорди» (Италия).
В 2016 году покинул Большой театр.
Ушёл из жизни 10 мая 2021 года. Прощание прошло 15 мая 2021 года в Большом театре. Урна с прахом захоронена на Донском кладбище (участок у общей могилы 3).

## Партии
в Большом театре:
- 1986 — Альберт в «Вертере» Ж. Массне (постановка Елены Образцовой);
- 1987 — Граф ди Луна в «Трубадуре» Дж. Верди;
- 1986 — Фигаро в «Севильском цирюльнике» Дж. Россини;
- 1988 — Царевич Афрон в «Золотом петушке» Н. Римского-Корсакова;
- 1989 — Амонасро в «Аида» Дж. Верди;
- 1989 — Мистер Астлей в «Игроке» С. Прокофьева (2-я редакция);
- 1990 — Риголетто в «Риголетто» Дж. Верди;
- 1991 — Скарпиа в «Тоска» Дж. Пуччини;
- 1993 — Лионель в «Орлеанская дева» П. Чайковского;
- 1994 — Князь Игорь в «Князе Игоре» А. Бородина;
- 1995 — Томский в «Пиковой даме» П. Чайковского;
- 1995 — Граф Альмавива в «Свадьбе Фигаро» В. А. Моцарта;
- 1997 — Григорий Грязной в «Царская невеста» Н. Римского-Корсакова;
- 1998 — Фердинанд в «Обручении в монастыре» С. Прокофьева;
- 2000 — Евгений Онегин в «Евгении Онегине» П. Чайковского;
- 2001 — Роберт в «Иоланте» П. Чайковского;
- 2002 — Дон Карлос в «Сила судьбы» Дж. Верди;
- 2003 — Макбет в «Макбете» Дж. Верди.
- 2003 — Ренато в «Бал-маскарад» Дж. Верди;
- 2004 — Шакловитый в «Хованщине» М. Мусоргского;
- 2004 — Рупрехт в «Огненном ангеле» С. Прокофьева
- 2005 — Денисов в «Войне и мире» С. Прокофьева;
- 2006 — Набукко в «Набукко» Дж. Верди;

## Награды
- Народный артист РФ (6 февраля 2009 года) — за большие заслуги в области искусства[3].
- Заслуженный артист РФ (22 января 1997 года) — за заслуги в области искусства[9].
- Медаль ордена «За заслуги перед Отечеством» II степени (22 марта 2001 года) — за большой вклад в развитие отечественного музыкально-театрального искусства[10].
- Почётный знак «За заслуги в развитии культуры и искусства» (16 апреля 2015 года, Межпарламентская ассамблея СНГ) — за значительный вклад в формирование и развитие общего культурного пространства государств — участников Содружества Независимых Государств, реализацию идей сотрудничества в сфере культуры и искусства[11].
- Дипломант Международного конкурса «Вердиевские голоса» в Италии.